# Namiseom
Namiseom (kor. 남이섬) – wyspa na rzece Han w Korei Południowej, w mieście Chuncheon. Ma 430 tys. m² powierzchni i 4 km średnicy.
Wyspa powstała sztucznie – w wyniku budowy tamy Cheongpyeong (청평댐) w 1944. Nazwa pochodzi od generała Nami (남이 장군), bohatera narodowego Korei, który poległ w wieku 27 lat. Stanowi bardzo popularny teren spacerowy dla mieszkańców miasta. Hodowane są tutaj zwierzęta i rośliny. Założono m.in. obszerny ogród bonsai. Specjalnością lokalnych restauracji jest potrawka z krowiego mózgu. Na wyspie kręcono dużą część scen serialu Zimowa sonata – popularnej koreańskiej opery mydlanej.